# Mandy Lerouge
Pour les articles homonymes, voir Lerouge.
Mandy Lerouge, née le 12 mars 1989 à Marseille, est une chanteuse, autrice, productrice, ancienne ingénieure du son et journaliste radio française.

## Biographie

### Famille et études
Mandy Lerouge est la cadette d’une fratrie de 3 enfants, fille d’une infirmière française et d’un médecin neurologue malgache. Elle passe toute son enfance jusqu’au baccalauréat dans la ville de Briançon (Hautes-Alpes). Passionnée par l’astrophysique et fascinée par l’acoustique, elle étudie la physique à Marseille, à l’Université d’Aix-Marseille de 2006 à 2008. Elle fait ensuite des études d’ingénieur du son aux Ateliers de l’Image et du Son (Marseille) où elle obtient un BTS audiovisuel en 2011, puis obtient une licence de cinéma en 2013, à Aix-en-Provence, à l'Université d'Aix-Marseille. En 2016, elle est diplômée d’une licence Formation des Adultes délivrée par le Conservatoire national des arts et métiers.

### Ingénieure du son et journaliste radio
En 2008, elle intègre l’antenne marseillaise de la radio associative Raje en parallèle de ses études de physique. Très impliquée, elle est rapidement embauchée comme ingénieure du son et devient responsable technique de l’antenne. D’abord réalisatrice, sa voix et son aisance orale sont remarquées par un responsable d’antenne qui lui propose de s’essayer à l’exercice de la chronique radio. Mordue par le virus de la radio, elle se forme alors sur le tas, au contact d’autres journalistes, et en décortiquant certaines émissions qu’elle admire sur Radio France. De 2008 à 2010 elle réalise le programme Le Choc des Cultures, animé par Emmanuel Mosson et dans laquelle elle porte la chronique « le Net des cultures » dédiée aux pépites culturelles 2.0. En 2012, Raje l’embauche finalement comme journaliste et lui confie la réalisation de plusieurs chroniques quotidiennes (économie sociale et solidaire, musique, culture numérique, météo), l’animation de différentes tranches horaires jusqu'à la matinale nationale. En 2014, elle devient responsable des programmes nationaux et des actions de formation.
De 2012 à 2014, elle co-anime de nombreux ateliers radio et d’éducation aux médias et à l’information au sein des collèges et lycées de la région Provence-Alpes-Côte d'Azur. De 2015 à 2018, elle travaille dans les politiques culturelles, au sein d’Arsud (ex Arcade), agence régionale des arts du spectacle à Aix-en-Provence, où elle conseille et oriente les professionnels du spectacle vivant dans le développement de leurs projets (recherche de financements, mise en réseau, stratégie de communication…).

### Vie musicale
Mandy Lerouge commence à chanter dès ses 4 ans, par-dessus les CD de sa famille. Sans formation musicale, elle apprend à jouer, à l’oreille, par curiosité et sans ambition, le piano, puis la trompette et la basse électrique. En 2007, elle intègre la classe de Musiques actuelles de la Cité de la Musique de Marseille. Elle est alors repérée lors d’une scène ouverte par le producteur de musique Alif Tree, qui lui confie l’écriture et les arrangements vocaux de son prochain disque. Alors âgée de 18 ans, elle écrit les textes et mélodies vocales de la plupart des chansons des EPs Social Mask (2009) et Everybody Knows (2011). La chanson titre Social Mask est utilisée dans la série Emily in Paris (saison 1, épisode 8). En 2012 elle est invitée par CM Jones, duo formé du producteur marseillais Creestal et du rappeur américain Moshadee sur le titre A lil’ bigger sur l’EP Our World puis en 2016 sur le titre Remain extrait de l’EP Motions, aux côtés du duo King Krab.
Depuis 2018, elle se joint ponctuellement à la voix et aux percussions à la Compagnie Rassegna pour le répertoire Il Sole Non si Muove, album Coup de Coeur de l'Académie Charles Cros (musiques du monde), un répertoire qui s'intéresse aux musiques de Méditerranée et d'Angleterre du XVIe siècle, arrangé par Bruno Allary.
En 2020, Mandy Lerouge est lauréate de la bourse de compagnonnage ADAMI/FAMDT qui lui permet de continuer et approfondir sa formation en danses populaires du Nord de l'Argentine et en bombo legüero, tambour traditionnel argentin, auprès du danseur et musicien argentin Guillermo Zalazar.
En juillet 2022, Mandy Lerouge est repérée par l'auteur-compositeur et pianiste français André Manoukian alors qu'elle joue le répertoire La Madrugada au Cosmo Jazz, Festival à Chamonix (74) qu'il a fondé en 2010. En août 2022, alors qu'ils sont tous deux programmés au festival Un Piano sous les Arbres à Lunel-Viel (34), André Manoukian invite Mandy Lerouge sur scène pour chanter la Zamba argentine Alfonsina y el mar.
En septembre 2022, André Manoukian consacre le premier Carnet de Voyage de son émission La leçon d'André Manoukian sur la chaîne Youtube RIFFX à Mandy Lerouge. Depuis, Mandy Lerouge participe à la tournée Les Pianos de Gainsbourg, notamment aux côtés des chanteuses Élodie Frégé, Awa Ly, Nesrine et Déborah Leclercq.

### Cinéma, audiovisuel et photographie
Ayant étudié et travaillé dans l'audiovisuel et le cinéma, Mandy Lerouge est très attachée à la dimension visuelle de son travail artistique. Elle s'implique énormément dans les créations audiovisuelles liées à ses projets et s'entoure durablement d'artistes qu'elle apprécie particulièrement et avec qui elle collabore désormais depuis plusieurs années : le réalisateur Francesco Garbo (Clips Chacarera de un triste et Zamba de Lozano, La Madrugada, le Film...) et la photographe Anne-Laure Etienne. Cet intérêt pour l'image lui permet de créer un univers graphique et visuel très marqué et ancré dans ses projets musicaux. Mandy Lerouge participe à l'écriture de tous ses clips, films et documentaires, et en assure la production via sa compagnie Le Fil Rouge.

#### La Madrugada, le film
En 2021, le confinement lié à la pandémie de Covid 19 empêche Mandy Lerouge de partager son premier album avec le public sur scène. Elle se lance dans l'écriture de La Madrugada, le film, moyen-métrage dans lequel elle souhaite mettre en scène les musiques de l'album en milieu naturel de montagne. Entièrement enregistré et filmé dans les Hautes-Alpes, ce film réalisé par Francesco Garbo est un véritable hommage aux paysages de montagne où Mandy Lerouge a grandi et qui ont beaucoup inspiré ce répertoire populaire. La diversité des paysages qu'il a fallu filmer et enregistrer fait de ce moyen métrage une véritable prouesse technique et offre au public un sublime carnet de voyage cinématographique, cherchant les échos réels et imaginaires entre la Cordillère des Andes et la chaîne des Alpes.
En 2022, Mandy Lerouge et le réalisateur Francesco Garbo profitent d'un voyage de recherche en Argentine pour la création Del Cerro pour organiser une dizaine de projections dans les plus grandes villes du pays, avec le soutien de l'Institut Français en Argentine, de la Ville de Marseille et du réseau des Alliances Françaises en Argentine. Le film bénéficie d'un très bon accueil auprès des Argentins et des médias locaux et nationaux. À partir de 2023, le film est projeté dans plusieurs cinémas en France.

## Musiques actuelles de tradition argentine

### Découverte de l'Argentine et des cultures populaires
Passionnée par les chevaux, Mandy Lerouge effectue son premier voyage en Argentine en 2014 pour réaliser son rêve d'adolescente : découvrir le pays des "gauchos", cavaliers gardiens de troupeau. Alors qu'elle relie les villes de Salta et Tilcara en bus dans le nord du pays, elle est réveillée à l'aurore (La Madrugada en espagnol) par le chauffeur qui écoute des musiques populaires argentines pour se maintenir éveillé. Un véritable coup de foudre culturel pour la chanteuse, qui ne parlait alors pas espagnol. En novembre 2015, Mandy Lerouge assiste à Paris au concert de l'accordéoniste argentin Chango Spasiuk au Musée du Quai Branly et ressort bouleversée par le découverte de l'artiste et de son Chamamé.
En 2016, Mandy Lerouge découvre l'existence de l'AKDmia del Tango y Folclore Argentino, un conservatoire populaire de folklore argentin à Marseille. Elle se forme alors aux danses populaires de la chacarera et de la Zamba avec Marion Ouazana, Guillermo Zalazar et Luis Lopez (Cirque du Soleil).
En novembre 2016, alors co-présidente de l'association La Rue du Tango, Mandy Lerouge fonde et organise le festival Rue du Folklore, une semaine dédiée au folklore argentin à Marseille. Un évènement pluridisciplinaire (musique, documentaire, rencontres, danse) dont Chango Spasiuk accepte d'être le parrain. Chango Spasiuk prend la mesure de l'amour de Mandy Lerouge pour ces cultures argentines et l'invite sur scène à Marseille pour chanter son tout premier chamamé. Chango Spasiuk devient alors un réel référent et parrain musical pour Mandy, lui transmettant son savoir sur les musiques et cultures populaires argentines et l'invitant à participer à ses tournées Européennes depuis 2019. En janvier 2020, Chango Spasiuk invite Mandy Lerouge sur la plus grande scène Chamamé d'Argentine lors de la Fiesta Nacional del Chamamé à Corrientes devant plusieurs milliers de personnes pour chanter "El Cosechero" (Ramon Ayala), chanson populaire argentine et premier single de son album La Madrugada.
Depuis 2018, Mandy Lerouge, est régulièrement invitée à chanter et collabore avec d'autres grands noms de la musique argentine en France et en Argentine : Raul Barboza, Minino Garay, Rudi Flores, Melingo, Noelia Sinkunas, Milagros Caliva, Juan Pablo Sorribes, Agustin Luna....

### La Madrugada
En février 2018, Mandy Lerouge quitte son travail dans les politiques culturelles pour fonder la compagnie Le Fil Rouge qui portera ses futurs projets artistiques liés aux cultures argentines (scéniques, phonographiques, audiovisuels...) et se lance dans la création du répertoire La Madrugada, musiques populaires collectées dans le Nord du pays et arrangées par le pianiste et compositeur argentin Lalo Zanelli (Gotan Project, Melingo, François Bérenger, Pierre Bertrand, Tryo, Patricia Kaas...).
Le projet est porté à la scène à partir de janvier 2019, avec le soutien de l'Espace Culturel de Chaillol dans les Hautes-Alpes, scène conventionnée d'intérêt national "Art en Territoire" et de la Cité de la Musique de Marseille. L'album sort en novembre 2020, réalisé par le violoncelliste Vincent Segal et enregistré au studio La Buissonne. Le titre La Noche en duo avec le chanteur et acteur argentin Melingo est particulièrement remarqué, et l'album bénéficie d'un fort retentissement médiatique en France et en Argentine,,,,,,. Il est désigné album de la semaine par le quotidien national français Le Parisien.

### Del Cerro
Début 2020, alors qu'elle travaille sur un projet hommage au poète, compositeur, guitariste et chanteur argentin Atahualpa Yupanqui, Mandy Lerouge découvre que certaines de ses œuvres, parmi les plus connues, ont été composées par un certain Pablo Del Cerro dont elle n'avait jamais entendu parler. En novembre 2020, elle décide d'en savoir plus et découvre que derrière ce nom se cache une compositrice française du nom d'Antoinette Paule-Pépin Fitzpatrick, épouse d'Atahualpa Yupanqui. Antoinette Pépin a composé près de 80 des mélodies de son mari, certaines parmi les plus connues (El Alazan, Luna Tucuman, Chacarera de las Piedras...).
Commence alors une enquête de plus de 3 ans sur les traces d'Antoinette Pépin où Mandy Lerouge retrouve la trace du fils unique qu'Antoinette Pépin a eu avec Atahualpa Yupanqui, Roberto Chavero, alors âgé de 75 ans et habitant à 900 km de Buenos Aires dans le petit village de Cerro Colorado où vivaient ses parents. Mandy Lerouge se rend au village de Cerro Colorado qui a inspiré tant de leurs chansons et effectue un collectage de plusieurs semaines où elle découvre des archives inédites, des partitions, carnets de notes, manuscrits, et objets précieux pour son enquête.
Ce voyage enquête donne naissance au répertoire Del Cerro (création scénique 2023, avec le soutien du festival Les Suds à Arles, de l'Espace Culturel de Chaillol (05), de la Cité de la Musique de Marseille (13), de La Cigalière (34) et du Petit Duc (13). Après une première représentation en août 2023 au Festival de Chaillol (05). Pour ce nouveau répertoire, Mandy Lerouge s'entoure d'une nouvelle équipe : Olivier Koundouno (violoncelle augmenté), Diego Trosman (Guitare), Javier Estrella (Batterie, percussion), Romain Perez (Sonorisation) et Bruno Allary (conseil artistique). Sur scène Del Cerro, plonge le spectateur dans l'histoire de la compositrice Antoinette Pépin, mais aussi dans un véritable univers sonore notamment enrichi par les collectages sonores de Mandy Lerouge, notamment la voix de Roberto Chavero, le fils d'Antoinette Pépin et Atahualpa Yupanqui diffusée sur scène.
Le spectacle est présenté une première fois à Marseille le 23 fevrier 2024 à la Cité de la Musique.
Mandy Lerouge annonce une première série de concerts et la sortie de son deuxième album Del Cerro le 7 mars 2025.

## Discographie et collaborations

### Albums studio
- 2020 : La Madrugada | Production : Le Fil Rouge | Label : Art Trouble | Distribution : Pias/Believe
- 2024 : Del Cerro

### EP
- 2019 : El Cosechero | Production : Le Fil Rouge | Label : Art Trouble | Distribution : Pias/Believe

### Participations
- 2019 : Bang Bang, album Sunchronicity, de Alif Tree
- Depuis 2018 : Participations régulières aux concerts de la Compagnie Rassegna.
- 2016 : Remain (feat. King Krab), EP Motions, de CM Jones
- 2012 : Just a lil’ bigger, EP Our World, de CM Jones
- 2011 : EP Everybody Knows, de Alif Tree
- 2009 : EP Social Mask, de Alif Tree

## Productions audiovisuelles
- 2019 : El Cosechero, réalisé par Anne-Laure Etienne[19]
- 2020 : Chacarera de un triste, écrit par Mandy Lerouge, réalisé par Francesco Garbo[20]
- 2021 : La Madrugada, le film, écrit par Mandy Lerouge, réalisé par Francesco Garbo[21]
- 2022 : Zamba de Lozano, écrit par Mandy Lerouge et Francesco Garbo, réalisé par Francesco Garbo[22]
- En cours de production : Del Cerro, le documentaire, écrit par Mandy Lerouge et Francesco Garbo, réalisé par Francesco Garbo
- En cours de production : Sur les traces d'Antoinette, série radiophonique